# Nușeni, Bistrița-Năsăud
Nușeni, mai demult Nușfalău, (în maghiară Apanagyfalu, în germană Großendorf, în trad. „Satul Mare”) este satul de reședință al comunei cu același nume din județul Bistrița-Năsăud, Transilvania, România.

## Istorie
- Satul este atestat documentar în anul 1269.
- În secolele al XIII-lea - în al XVI-lea a aparținut Familiei Apafi, de la care primește și numele Apanagyfalu (în trad. „Marele sat al Apafi”).
- Satul a intrat în conflicte cu satul Rusu de Jos și Cetatea Unguraș, locuitorii suportând torturări și furturi din partea satelor învecinate.
- În 1467 sătenii s-au alăturat revoltei împotriva lui Matia Corvin, la un an după înăbușirea revoltei Matia a iertat satul familiei Apafi. Însă în acest timp iobagii fugiseră.
- În 1564 Ioan Sigismund Zápolya adăpostește aici 12 șatre țigani macedonieni.
- În 1603 mercenarii lui Gheorghe Basta au incendiat complet satul și au pârjolit podgoriile.
- În 1661 satul a fost distrus de oastea lui Ali Çengizade.
- În 1667 Mihai Apafi I și soția sa, Ana Bornemisza, lasă moștenire satul familiei Bethlen, care îl va dona Familiei Bánffy la mijlocul secolului al XIX-lea.
- Satul este din nou distrus în Răscoala lui Rákóczi. Până atunci satul fusese unanim maghiar, însă după în partea vestică a satului s-au așezat români, care în 1844 au deveni Greco-catolici.
- În 1815 migrează în sat 12 familii de Secuii din Bucovina din satul Măneuți.
- Începând cu anul 1853 în incinta Castelului Bethlen se țineau cursuri religioase, iar în 1856 este înființată școala primii 2 profesori fiind: Benedek Miklós la secția reformată maghiară și Iacob Moldovan la secția greco-catolică română. În 1868 școala devine exclusiv reformată.
- Din perioada Reformei locuitorii erau reformați, însă în 1865 în urma unui conflict cu pastorul, 19 familii (o treime) din populația satului au trecut la Biserica Romano-Catolică.
- Episcopul Mihály Fogarasy a construit o biserică și o școală noii comunități catolice.
- În Secolul al XIX-lea se formează o comunitate evreiască care în 1917 și-a ridicat sinagogă.
- Evreii au fost deportați în Germania nazistă, în timpul celui de Al Doilea Război Mondial.
- În anii 1960 mare parte a populației maghiare s-a mutat în Hunedoara, Lupeni, Petroșani și Baia Mare, cu facilități din partea regimului comunist.

## Demografie

### 2002
La recensământul din 2002 satul avea 1004 de locuitori, dintre care: 773 români,  225 maghiari și 5 germani.
Componența etnică a satului Nușeni(2002)
     Români (76,99%)
     Maghiari (22,41%)
     Germani (0,5%)

### Populație Istorică
La recensământul din 1910 satul avea 1021 de locuitori, dintre care: 570 români,  449 maghiari, iar 2 nu și-au declarat etnia.
Componența etnică a satului Nușeni(1910)
     Români (55,82%)
     Maghiari (44,06%)
     Necunoscută (0,12%)

## Monumente
- Biserica reformată din Nușeni, construită în secolul al XV-lea.
- Bustul lui János Bolyai de lângă biserică, mama tatălui său, Farkas Bolyai, era originară din Nușeni.
- Biserică Greco-Catolică, în prezent ortodoxă.
- Casa de cultură, în conacul lui Ferenc Bánffy.
- Ruinele Conacului Bethlen.
- Ruinele vechii biserici catolice, dedicată Sfântului Gerard.
- Cimitirul Evreiesc Arhivat în 1 august 2013, la Wayback Machine. și sinagoga.
- Mănăstirea Ortodoxă, construită în 1991

## Personalități
S-au născut la Nușeni:
- În 1869 Ferenc Bánffy, nobil, scriitor.
- În 1881 Károly Röszler, agronom.
- În 1912 Márton Andrási, actor.

## Galerie de imagini

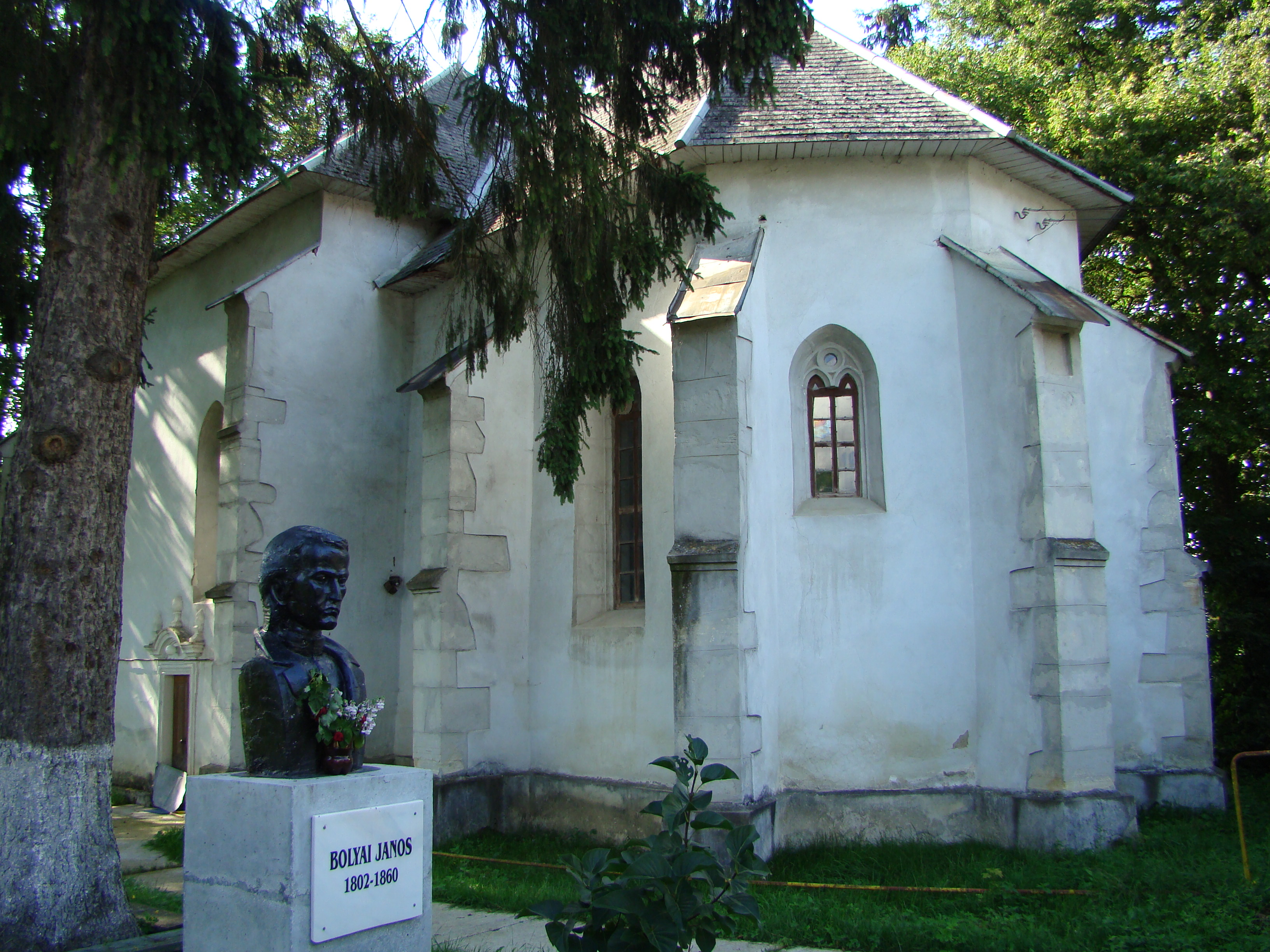
Biserica reformată din Nușeni, monument istoric
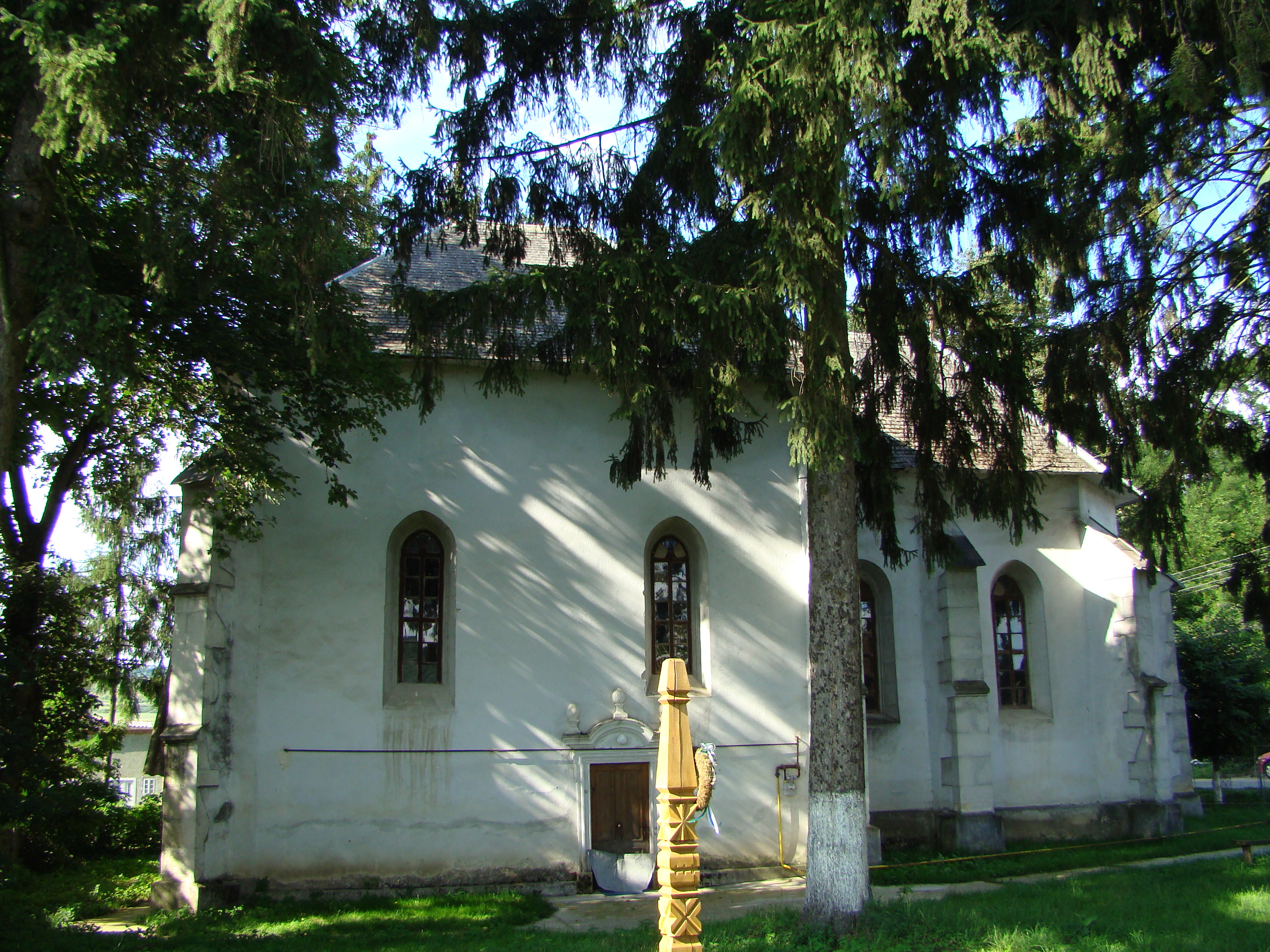
Biserica reformată din Nuşeni
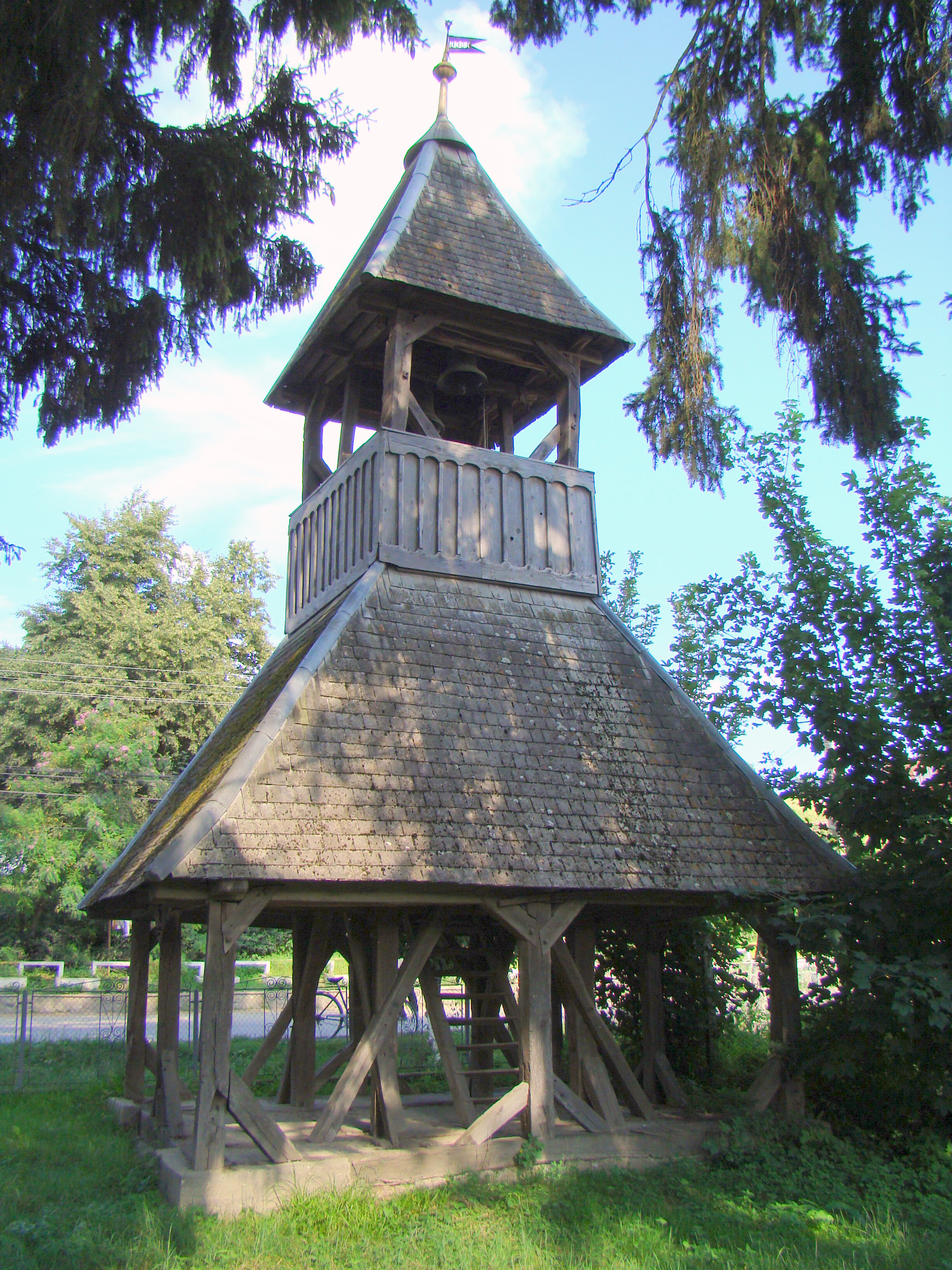
Biserica reformată din Nuşeni, clopotniţa
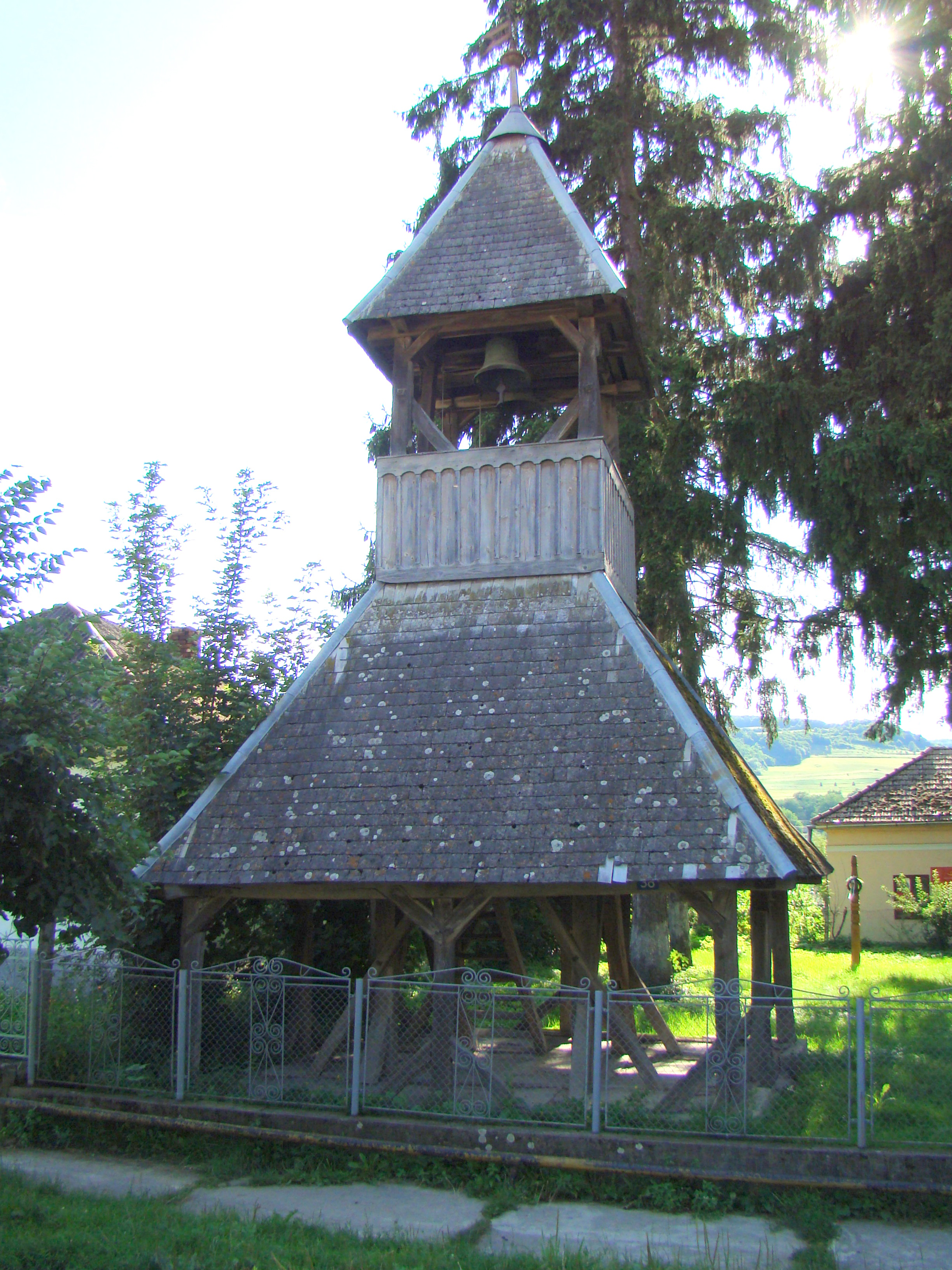
Biserica reformată din Nuşeni, clopotniţa
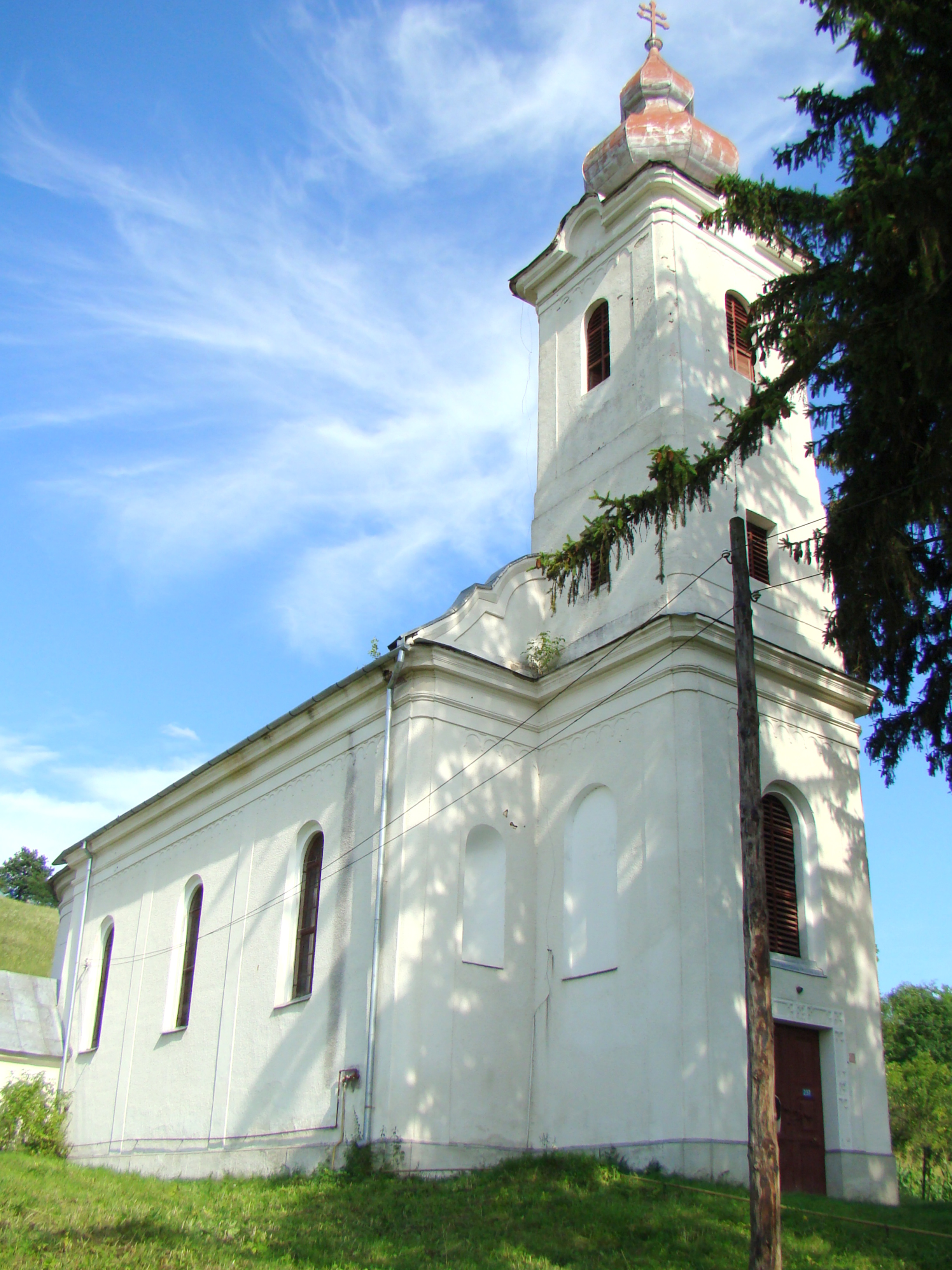
Biserica romano-catolică din Nuşeni
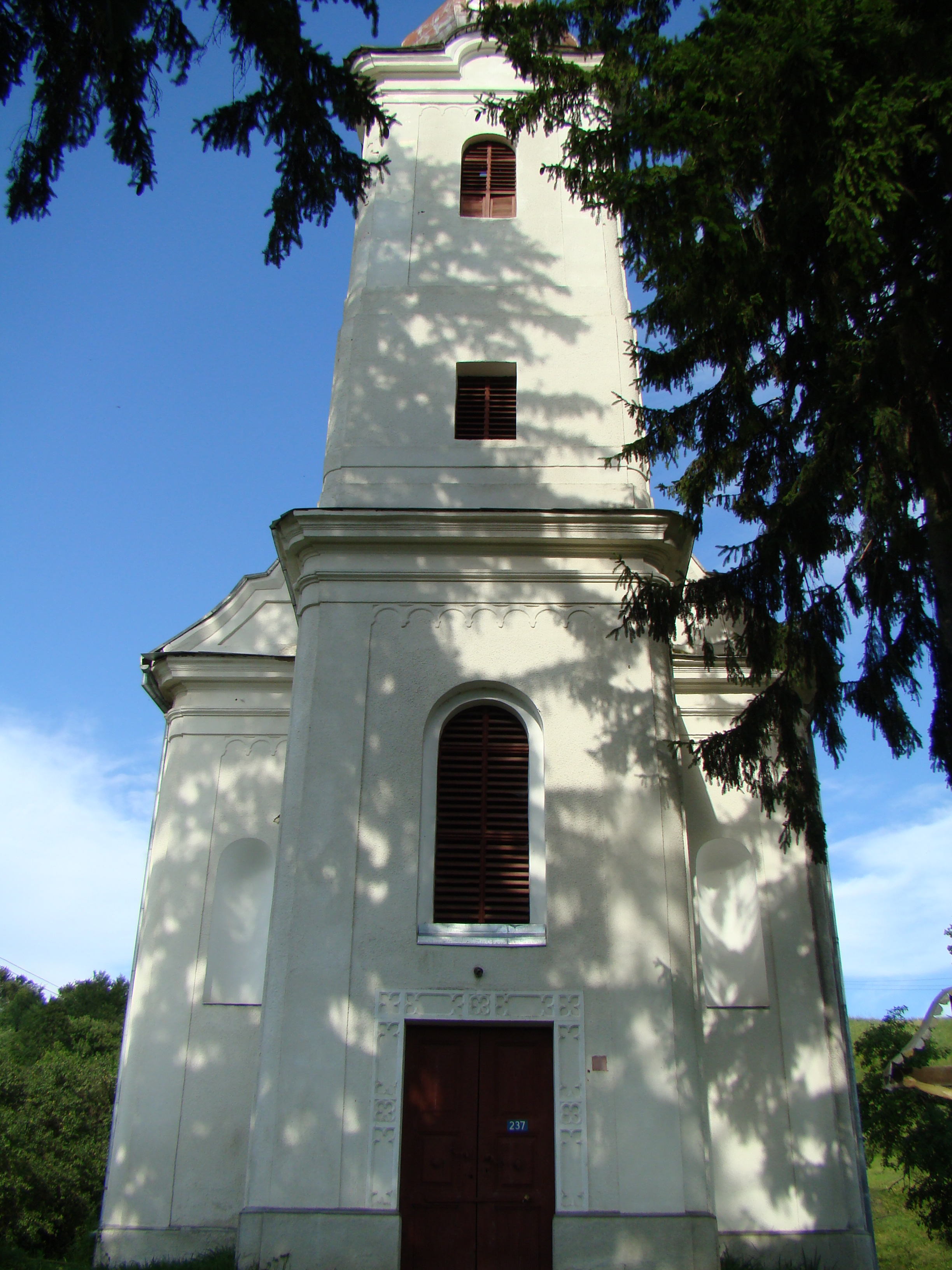
Biserica romano-catolică din Nuşeni